# San Bartolomé de Pinares
San Bartolomé de Pinares é um município da Espanha na província de Ávila, comunidade autónoma de Castela e Leão, de área 74,49 km² com população de 674 habitantes (2007) e densidade populacional de 9,43 hab/km².

## Demografia
| Variação demográfica do município entre 1991 e 2004 | Variação demográfica do município entre 1991 e 2004 | Variação demográfica do município entre 1991 e 2004 | Variação demográfica do município entre 1991 e 2004 |
| --------------------------------------------------- | --------------------------------------------------- | --------------------------------------------------- | --------------------------------------------------- |
| 1991                                                | 1996                                                | 2001                                                | 2004                                                |
| 806                                                 | 787                                                 | 720                                                 | 701                                                 |